# Drino trinidadensis
Drino trinidadensis là một loài ruồi trong họ Tachinidae.